# Pierre Coppey
Pierre Coppey, né le 22 mai 1963 à Nancy, est un dirigeant d'entreprise français. Il est directeur général adjoint de Vinci et président de Vinci Autoroutes jusqu'en novembre 2024.

## Biographie
Pierre Coppey, diplômé de l’Institut d’études politiques de Strasbourg et de l’École nationale supérieure des PTT, a commencé sa carrière à la direction de la communication de La Poste.
Entré dans le groupe Vinci en 1992, il a occupé différentes fonctions avant de devenir directeur puis directeur général adjoint chargé de la communication, des ressources humaines et des synergies.
Fin 2007, Pierre Coppey devient président-directeur général de Cofiroute. En juillet 2009, il est nommé président de Vinci Autoroutes, qui regroupe ASF, Cofiroute, Escota et Arcour.
D’avril 2014 à juin 2016, Pierre Coppey a occupé les fonctions de directeur général délégué de VINCI et président de Vinci Concessions.
Il a été jusqu'en 2024 directeur général adjoint de VINCI, président de VINCI Autoroutes, président de VINCI Stadium et vice-président de l'ASFA.
Pierre Coppey est également président de l’association Aurore depuis 2000, et président du Centre de Musique Baroque de Versailles (CMBV) depuis 2018 et membre fondateur de l'association Une statue pour Georges Brassens.